# Charles Heber Dickerman
Charles Heber Dickerman (* 3. Februar 1843 in Harford, Susquehanna County, Pennsylvania; † 17. Dezember 1915 in Milton, Pennsylvania) war ein US-amerikanischer Politiker. Zwischen 1903 und 1905 vertrat er den Bundesstaat Pennsylvania im US-Repräsentantenhaus.

## Werdegang
Charles Dickerman besuchte die öffentlichen Schulen seiner Heimat und danach bis 1860 die Harford University. Anschließend unterrichtete er für einige Jahre als Lehrer. Er begann ein Jurastudium, das er aber vorzeitig beendete. In den folgenden Jahren war er Buchhalter einer großen im Kohlegeschäft tätigen Firma in Beaver Meadow. Danach wurde er selbst im Kohlegeschäft tätig. 1868 eröffnete er einen Schiefersteinbruch in Bethlehem. Von 1880 bis 1899 war er Finanzvorstand einer Firma, die Eisenbahnbedarfsartikel herstellte. Gleichzeitig schlug er als Mitglied der Demokratischen Partei eine politische Laufbahn ein. Drei Jahre lang war er deren Bezirksvorsitzender im Northumberland County. Im Jahr 1891 nahm er am regionalen Parteitag der Demokraten für Pennsylvania teil; im Juni 1892 war er Delegierter zur Democratic National Convention in Chicago, auf der der ehemalige Amtsinhaber Grover Cleveland als Präsidentschaftskandidat nominiert wurde. In den 1890er Jahren stieg Dickerman auch in verschiedenen Städten Pennsylvanias in das Bankgewerbe ein. 1897 wurde er Präsident der First National Bank in Milton. Diese Funktion bekleidete er bis zu seinem Tod.
Bei den Kongresswahlen des Jahres 1902 wurde Dickerman im 16. Wahlbezirk von Pennsylvania in das US-Repräsentantenhaus in Washington, D.C. gewählt, wo er am 4. März 1903 die Nachfolge des Republikaners Elias Deemer antrat. Da er im Jahr 1904 auf eine weitere Kandidatur verzichtete, konnte er bis zum 3. März 1905 nur eine Legislaturperiode im Kongress absolvieren. Im Jahr 1905 wurde Charles Dickerman von Präsident Theodore Roosevelt zum amerikanischen Delegierten auf einer Friedenskonferenz in Brüssel berufen. Ansonsten arbeitete er wieder im Bankgewerbe. Er starb am 17. Dezember 1915 in Milton, wo er auch beigesetzt wurde.